# 3-フェニル-1-プロパノール
3-フェニル-1-プロパノール（英: 3-Phenyl-1-propanol）は、化学式C9H12Oで表される第1級アルコールである。ベンゼン環が持つ水素のうちの1つが、1-プロパノールの水酸基から最も遠い炭素と結合する形に置換された構造をしており、芳香族性を持つアルコールの1種である。構造から明らかなように、3-フェニル-1-プロパノールの水酸基は、フェノール性の水酸基ではなく、一般的なアルコール性の水酸基である。なお、シンナミルアルコールが持つ二重結合を水素化した構造であることから、ヒドロキシシンナミルアルコールとも呼ばれる。

## 用途
3-フェニル-1-プロパノールは、香料や、ヘリオトロピンまたはピペロナールと組み合わせて化粧品用保存料として使用される。
3-フェニル-1-プロパノールを用いて、水溶性有機金属錯体を使用したtrans-シンナムアルデヒドの水素化研究が行われた。これは、(S)-および(R)-ダポキセチンのエナンチオ選択的合成の出発試薬として用いられた。

## 法規制
日本の消防法では、危険物第4類第三石油類（非水溶性）に区分される。